# Damir Buljević
Damir Buljević (* 22. September 1965 in Split, Jugoslawien) ist ein ehemaliger kroatisch-deutscher Tennisspieler.

## Werdegang
Buljević floh wegen der Jugoslawienkriege nach Deutschland. Er nahm die deutsche Staatsbürgerschaft an, die kroatische behielt er. Er wurde als Nummer 3 in die kroatische Davis-Cup-Mannschaft berufen. Er kam dort jedoch zu keinem Einsatz.
Im Oktober 1988 stand Buljević beim Hallenturnier in Frankfurt am Main das erste Mal im Hauptfeld des Grand Prix Tennis Circuit. Im Mai 1990 erreichte er in Umag das einzige Mal auf diesem Niveau die zweite Runde, wo er Eric Jelen unterlag. Beim selben Turnier stand Buljević auch 1993 im Hauptfeld, was die letzte seiner drei Hauptfeldteilnahmen darstellte. Auf der ATP Challenger Tour kam er 1988 in Heilbronn ins Halbfinale. Das war sein bestes Ergebnis. Während seiner Laufbahn gelangen Buljević unter anderem Siege gegen Michael Stich, Carl-Uwe Steeb und Goran Ivanišević. In der Weltrangliste kam er im Einzel bis auf den 204. Platz. Weil er früh Vater wurde, entschied er sich für eine Laufbahn als Trainer und gegen ein Karriere als Vollprofi.
1992 gewann er die deutschen Meisterschaften im Einzel. Buljević spielte in der Bundesliga für den HTV Hannover und den Rochusclub Düsseldorf. Mit dem TC Bad Vilbel wurde er deutscher Vereinsmeister in der Altersklasse Herren 50.
Sein Sohn Marco Buljević ist Basketballspieler und spielte von 2008 bis 2016 in der Basketball-Bundesliga.